# Želva dlaždicovitá
Želva dlaždicovitá (Manouria impressa) je druh želvy z rodu Manouria z čeledi testudovitých. Vyskytuje se v horských lesních oblastech jihovýchodní Asie, především v Myanmaru, jižní Číně, Thajsku, Laosu, Vietnamu, Kambodži, Malajsii a severovýchodní Indii.
Ke skupině samic chovaných v Zoo Praha od roku 2008 se podařilo v závěru roku 2022 přivézt samce a v červnu 2023 se vylíhla dvě mláďata jako první úspěšný odchov želvy dlaždicovité v Evropě.